# Martinja vas pri Mokronogu
Martinja vas pri Mokronogu je naselje u slovenskoj Općini Mokronog - Trebelnu. Martinja vas pri Mokronogu se nalazi u pokrajini Dolenjskoj i statističkoj regiji Donjoposavskoj regiji. 

## Stanovništvo
Prema popisu stanovništva iz 2002. godine naselje je imalo 115 stanovnika.